# Ґзовиці
Ґзовиці (пол. Gzowice) — село в Польщі, у гміні Єдльня-Летнісько Радомського повіту Мазовецького воєводства.
Населення — 382 особи (2011).

## Демографія
Демографічна структура станом на 31 березня 2011 року:
|          | Загалом | Допрацездатний вік | Працездатний вік | Постпрацездатний вік |
| -------- | ------- | ------------------ | ---------------- | -------------------- |
| Чоловіки | 188     | 42                 | 121              | 25                   |
| Жінки    | 194     | 50                 | 100              | 44                   |
| Разом    | 382     | 92                 | 221              | 69                   |